# معکوس
معکوس نخستین فیلم پولاد کیمیایی در مقام کارگردان به تهیه‌کنندگی پدرش مسعود کیمیایی محصول سال ۱۳۹۷ است این فیلم در بخش نگاه نو سی و هفتمین دوره جشنواره فیلم فجر اکران شد. معکوس فیلمی اجتماعی است که لایه‌هایی از اکشن هم دارد.

## خلاصه داستان
سالار (بابک حمیدیان) یک تعمیرکار سیار است که چندی پیش در تصادف رانندگی، همسرش کشته شده است. خانواده همسر او با شکایت از سالار و مقصر دانستن سالار در این تصادف، از او طلب دیه کرده اند و مدتی نیز سالار به این دلیل در زندان بوده است. پسر خردسال سالار نیز به همین دلیل نزد خانواده مادر بوده و سالار حق ملاقاتش را ندارد.
سالار بعد از ملاقات با دوست قدیمی پدرش، رضا دردشتی (اکبر زنجانپور) از واقعیت هایی درباره گذشته پدر و مادرش مطلع می شود. از طرفی رضا دردشتی پیشنهاد میدهد تا با برگزاری یک مسابقه رالی زیرزمینی با پیمان (علیرضا کمالی) که یکی از شاگردان خود او بوده و اکنون به مال و اموال رسیده، مبلغ مورد نیاز برای دیه و راضی کردن خانواده همسر متوفی سالار را برای بازگرداندن فرزندش به او را فراهم کنند.
در راه برگزاری مسابقه دوست سالار، سیامک (شهرام حقیقت دوست) و یکی از آشنایان رضا دردشتی، ندا (لیلا زارع) هم در کنار سالار خواهند بود.

## بازیگران
| بازیگر           | نقش             |
| ---------------- | --------------- |
| بابک حمیدیان     | سالار           |
| لیلا زارع        | ندا             |
| شهرام حقیقت دوست | سیامک           |
| علیرضا کمالی     | پیمان           |
| اکبر زنجانپور    | رضا دردشتی      |
| پروانه معصومی    | مادر سالار      |
| سیاوش طهمورث     | پدر ندا و سالار |
| اکبر معززی       | احمد آقا        |
| هومن سدیفی       | داور مسابقات    |